# میه‌چیسواف باتچ
میه‌چیسواف باتچ (لهستانی: Mieczysław Batsch; ۱ ژانویهٔ ۱۹۰۰ – ۹ سپتامبر ۱۹۷۷) بازیکن فوتبال اهل لهستان بود.